# Andrej Astrouski
Andrej Mikałajawycz Astrouski (biał. Андрэй Астроўскі, ros. Андрей Островский, Andriej Ostrowski; ur. 13 września 1973 w Pińsku) - były białoruski piłkarz, grający na pozycji obrońcy, 52-krotny reprezentant Białorusi.
Jego atrybuty fizyczne to 185 cm, 81 kg. W reprezentacji Białorusi wystąpił 52 razy. W 2007 zakończył karierę piłkarską. Wcześniej grał w klubach Dynama Brześć, Dynama Mińsk, Dinamo Moskwa, Maccabi Hajfa, Arsenał Kijów, FK Moskwa i Czornomoreć Odessa.